# Karl-Friedrich Oppermann (Theologe)
Karl-Friedrich Oppermann (* 27. Dezember 1944; † 1. September 2016) war ein deutscher evangelischer Theologe und Pastor der Evangelisch-lutherischen Landeskirche Hannovers.

## Leben

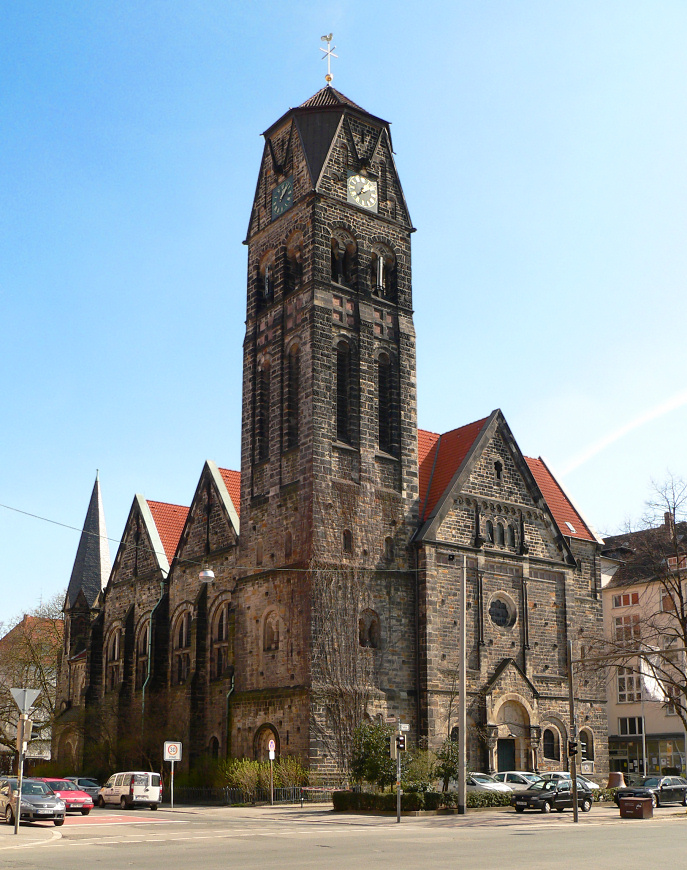
Von 1980 bis 1989 wirkte Karl-Friedrich Oppermann als Pastor an der Nazarethkirche in der Südstadt von Hannover.

Karl-Friedrich Oppermann legte sein Abitur am Kaiser-Wilhelm-Gymnasium in Hannover ab und studierte anschließend evangelische Theologie an der Kirchlichen Hochschule Bethel, an der Universität Tübingen sowie an der Universität Hamburg. 1982 und 1983 schrieb er an der Universität Göttingen seine Dissertation zum Thema Christus und der Fortschritt, Richard Rothes Versuch einer Vermittlung von gesellschaftlichem Umgestaltungsprozess und christlichem Glauben.
Ab 1971 übernahm Oppermann Pastorenstellen in der hannoverschen Landeskirche, darunter von 1980 bis 1989 an der hannoverschen Nazarethkirche.
Ab 1996 wurde Oppermann tätig als Mitarbeiter bei der Erforschung sowie der Dokumentation der landeskirchlichen Zeitgeschichte. So gab er beispielsweise ein dreibändiges Werk heraus über „[...] die Rundschreiben der Bekenntnisgemeinschaft der ev.-luth. Landeskirche Hannovers 1933–1944“, also die Rundschreiben der hannoverschen Gruppierung der Bekennenden Kirche zur Zeit des Nationalsozialismus.
Karl-Friedrich Oppermann wirkte als Koautor mit bei der Erstellung des Hannoverschen Biographischen Lexikons sowie des Stadtlexikons Hannover.

## Schriften (Auswahl)
- Christus und der Fortschritt, Richard Rothes Versuch einer Vermittlung von gesellschaftlichem Umgestaltungsprozess und christlichem Glauben, Dissertation 1983 an der Universität Göttingen, 1982
- Karl-Friedrich Oppermann (Hrsg.): „Zu brüderlichem Gespräch vereinigt“. Die Rundschreiben der Bekenntnisgemeinschaft der ev.-luth. Landeskirche Hannovers 1933 – 1944, 3 Bände, jeweils mit Text-CD, hrsg. im Auftrag der Evangelisch-Lutherischen Landeskirche Hannovers sowie der Hannoverschen Bekenntnisgemeinschaft, Hannover: LVH, 2013, ISBN 978-3-7859-1128-0
  - Bd. 1: Inhaltsverzeichnis und Angaben aus der Verlagsmeldung
  - Bd. 2: Inhaltsverzeichnis
  - Bd. 3: Inhaltsverzeichnis